# Нишани, Буяр
Бу́яр Фа́ик Ниша́ни (алб. Bujar Faik Nishani; 29 сентября 1966, Дуррес — 28 мая 2022, Берлин) — албанский государственный деятель. Президент Албании (24 июля 2012 — 24 июля 2017).

## Биография
Нишани родился в городе Дуррес 29 сентября 1966 года.

### Образование
В 1988 году окончил военную академию в Тиране. В середине 90-х он уехал в США и в 1996 году окончил Университет в Сан-Антонио (штат Техас). Позже был переведён в аспирантуру одного из университетов Калифорнии, где в 1997 году получил учёную степень. В 2005 году получил степень магистра европейских наук.

### Политическая деятельность
В 1991 году стал членом Демократической партии Албании. В 1997 году вернулся в Албанию. После поражения Демократической партии на выборах в Народное Собрание в 1997 году Нишани возглавил неправительственную организацию «Военный евроатлантический форум».
В 2007 году стал министром внутренних дел Албании. В 2009 году, когда Албания вступила в НАТО, он ушёл из МВД и стал министром юстиции. В 2011 году вернулся в МВД и опять стал его главой. Участвовал в выборах президента Албании в 2012 году и победил на них. 24 июля 2012 года приступил к исполнению обязанностей и находился во главе Албании до июля 2017 года.
9 октября 2014 года президент Нишани наградил коммуну Люфтинье — куда входят деревни, жители которых принимали участие в антикоммунистическом Восстании Жапокики 1948 года — орденом «Честь нации». Повстанцев он назвал «бесстрашными и мудрыми людьми, поднявшимися на защиту достоинства и будущего» (особо выделив Байрама Камбери и Джемаля Брахими). Самому президенту было присвоено звание почётного гражданина Люфтинье.
24 ноября 2014 года президент Нишани издал указ о посмертном награждении орденом «Честь нации» нескольких антикоммунистических политиков, казнённых в 1945 году по приговору Специального суда (в том числе бывшего министра в коллаборационистском правительстве Колы Тромары). Эти решения вызывали не только позитивные отклики. Некоторые авторы считают, что в этом отразились партийно-идеологические предпочтения Нишани.
Умер 28 мая 2022 года в берлинском госпитале.

## Награды
- Орден «За заслуги перед Итальянской Республикой» степени кавалера Большого креста на цепи (Италия, 2014)[10][11].
- Премия Рауля Валленберга[англ.] (США, 2015)[12][13].
- Орден Заслуг pro Merito Melitensi с цепью (Мальта, 2016)[14][15].
- Орден «Стара планина» с лентой (Болгария, 2016)[16][17][18].
- Орден Свободы (Косово, 2017)[19][20].

## Галерея

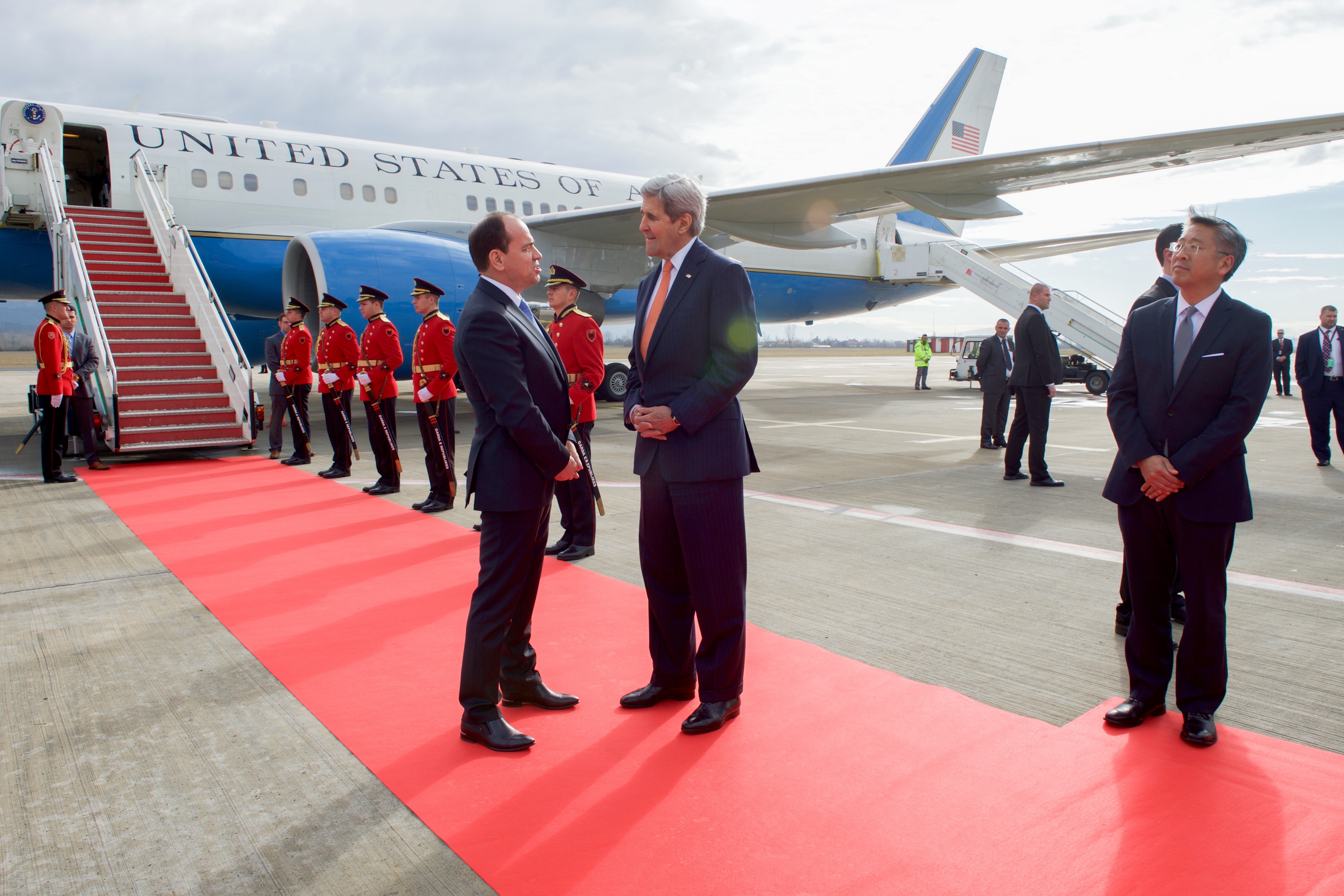
Встреча Буяра Нишани с госсекретарём США Джоном Керри во время его официального визита в Тирану 14 февраля 2016 года
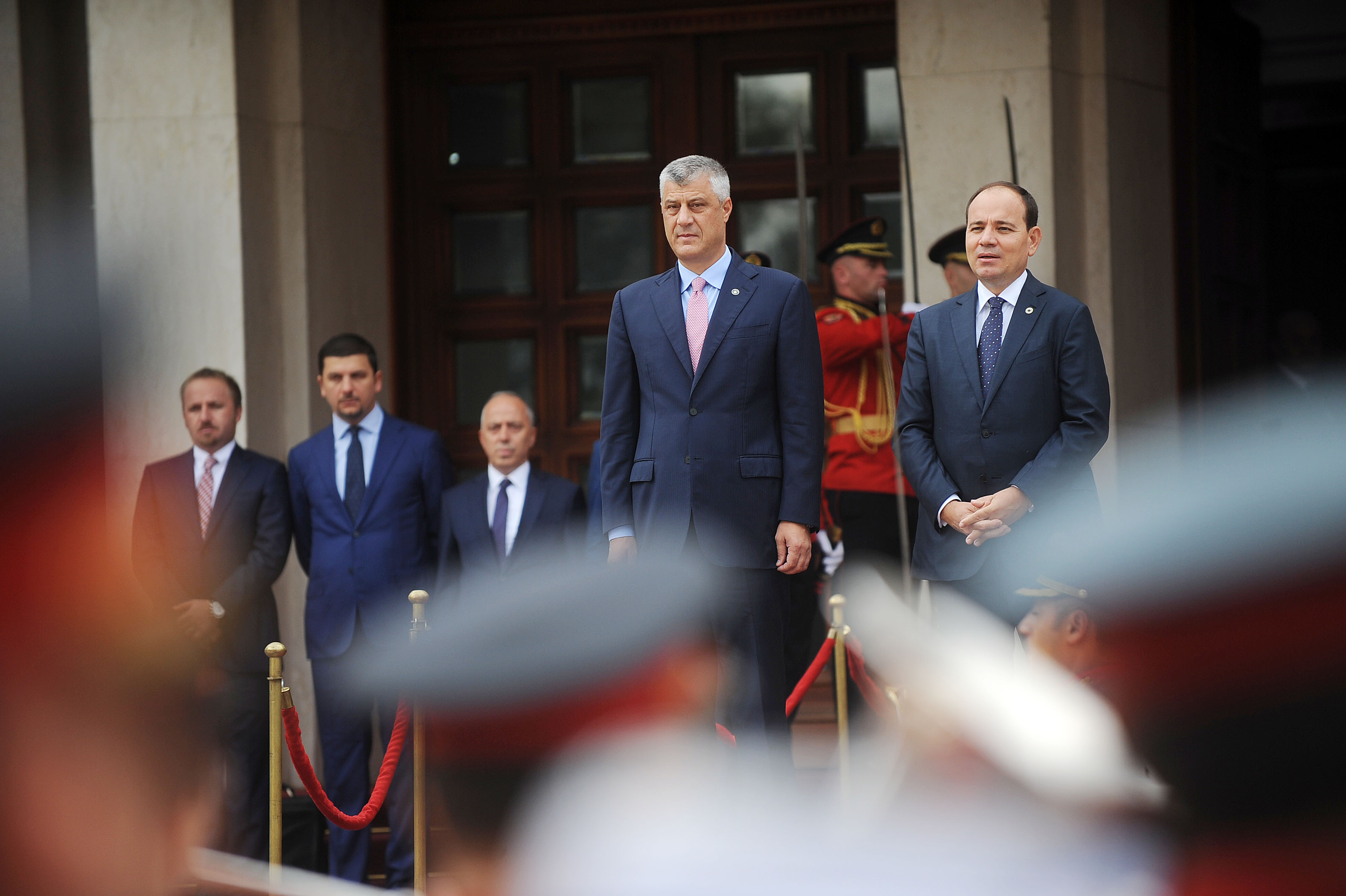
Буяр Нишани во время встречи с президентом Косово Хашимом Тачи  3 октября 2016 года
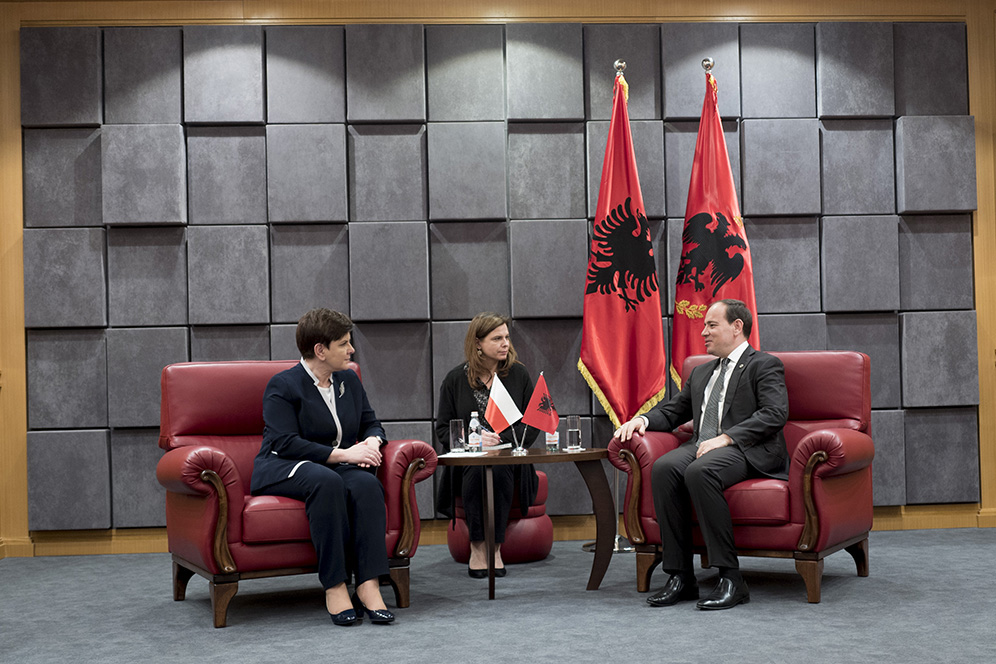
Встреча Буяра Нишани с премьер-министром Польши Беатой Шидло в Тиране 9 декабря 2016 года